# Сазерленд-Левесон-Гоуэр, Джордж, 5-й герцог Сазерленд
Джордж Грэнвилл Сазерленд-Левесон-Гоуэр, 5-й герцог Сазерленд (29 августа 1888 — 1 февраля 1963) — британский аристократ, придворный, покровитель киноиндустрии и политик консервативной партии из семьи Левесон-Гоуэр. Он именовался с 1888 по 1892 год графом Гоуэром, а с 1892 по 1913 год — маркизом Стаффордом. Занимал незначительную должность в консервативной администрации Бонара Лоу и Стэнли Болдуина в 1920-х годах, а затем был лордом-стюардом королевского двора с 1935 по 1936 год. Награда Сазерленд Трофи, присужденный Британским институтом киноискусства, назван в его честь.

## Титулатура
5-й герцог Сазерленд (с 27 июня 1913 года), 6-й маркиз Стаффорд (с 27 июня 1913), 7-й виконт Трентам, графство Стаффордшир (с 27 июня 1913), 7-й граф Гоуэр (с 27 июня 1913), 12-й баронет Гоуэр (с 27 июня 1913), 23-й граф Сазерленд (с 27 июня 1913), 8-й барон Гоуэр из Ститтенхема, Йоркшир (с 27 июня 1913 года).

## Предыстория
Родился 29 августа 1888 года в Кливден-хаусе, графство Бакингемшир. Сазерленд был старшим сыном Кромарти Сазерленд-Левесон-Гауэра, 4-го герцога Сазерленда (1851—1913), от леди Миллисент Сент-Клер-Эрскин (1867—1955), дочери Роберта Сент-Клер-Эрскина, 4-го графа Росслина. Он получил образование в Летней полевой школе (Оксфорд) и Итонском колледже.

## Военная и военно-морская служба
Джордж Сазерленд служил в регулярной армии в качестве лейтенанта в кавалерийском полку Королевских шотландских серых с 1909 по 1910 год, а затем в Территориальных силах в качестве капитана в 5-м батальоне Сифортских горцев с 1910 по 1912 год. С 1914 года — почетный полковник этого батальона.
Позже он поступил на службу в Королевский военно-морской резерв, в котором служил в Первую мировую войну, дослужившись до звания коммандера. В 1914 году он командовал HMT Catania и служил в британской военной миссии в Бельгии в 1914—1915 годах. С 1915 по 1917 год он командовал Моторной флотилией, плававшей между Египтом и Адриатическим морем. Он был награжден орденом Короны Италии.

## Политическая карьера
В 1913 году Джордж Сазерленд сменил отца в качестве герцога Сазерленда и занял его место в Палате лордов Великобритании. В том же году он был назначен лордом-лейтенантом Сазерленда (преемником своего отца), и эту должность он сохранял до 1944 года. Он был лордом верховным комиссаром Генеральной Ассамблеи Церкви Шотландии в 1921 году, а затем служил в консервативном правительства Бонара Лоу и Стэнли Болдуина в качестве заместителя министра авиации с 1922 по 1924 год, как главный казначей с 1925 по 1928 год, а в качестве заместителя военного министра с 1928 по 1929 годы. В 1929 году он был назначен рыцарем Чертополоха. В 1936 году он был приведен к присяге в Тайном совете Великобритании и назначен лордом-стюардом королевского двора. Эту должность, которую он занимал до 1937 года. В последний год он носил державу на коронации короля Георга VI.
Герцог Сазерленд был первым председателем Британского института кино с 1933 по 1936 год и оставался его патроном до самой своей смерти. С 1958 года BFI присуждает Сазерленд Трофи, названный в его честь, «создателю самого оригинального и творческого фильма, представленного в Национальном кинотеатре в течение года».

## Семья

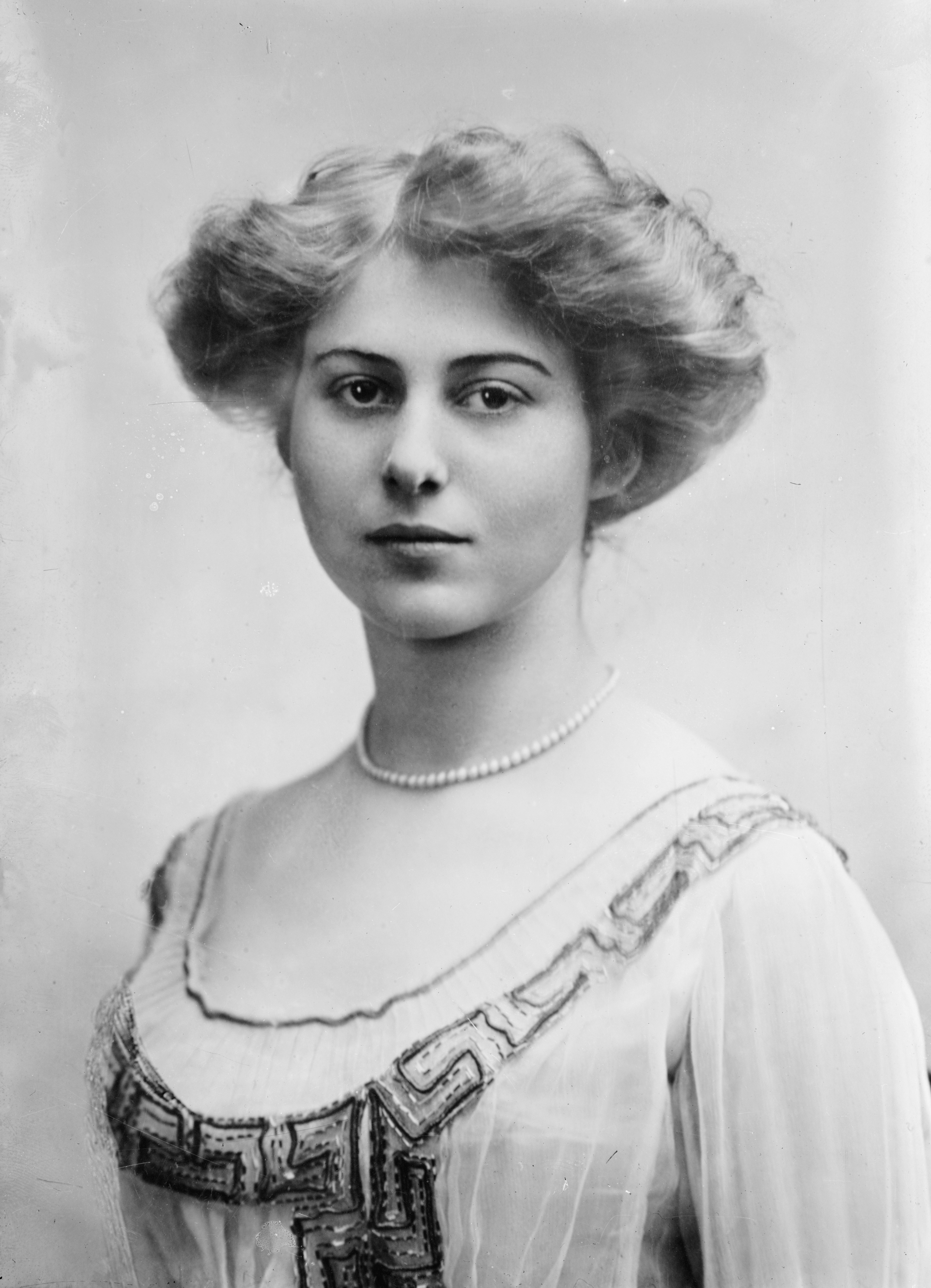
Эйлин Сазерленд-Левесон-Гоуэр, герцогиня Сазерленд (1891—1943), первая жена герцога Сазерленда

11 апреля 1912 года Джордж Сазерленд женился на леди Эйлин Гвладис Батлер (3 ноября 1891 — 24 августа 1943), дочери Чарльза Батлера, 7-го графа Лейнсборо. После её смерти в 1943 году он во второй раз женился 1 июля 1944 года на Клэр Джозефине О’Брайен (12 июня 1903 — 17 февраля 1998). Оба брака оказались бездетными.
Герцог Сазерленд умер 1 февраля 1963 года в возрасте 74 лет, не оставив потомства. Его титулы были разделены в соответствии с их патентами: графство Сазерленд и лордство Стратнавер перешли к его племяннице Элизабет Сазерленд, 24-й графине Сазерленд (1921—2019), единственной дочери лорда Аластера Сазерленд-Левесон-Гоуэра (1890—1921), а остальные титулы перешли к наследнику мужского пола, дальнему родственнику, Джону Сазерленду Эгертону, 5-му графу Элсмиру.